# 1967 – Sunshine Tomorrow 2: The Studio Sessions
1967 – Sunshine Tomorrow 2: The Studio Sessions es un álbum de descarga digital que compila grabaciones The Beach Boys del periodo de Smiley Smile y Wild Honey del año 1967. Fue editado el 8 de diciembre de 2017 a dúo con otro álbum digital, 1967 – Live Sunshine que recopila pistas en vivo de ese periodo, por medio de Capitol/UMe. En 2017 también se había editado el álbum doble en CD 1967 – Sunshine Tomorrow, también con material del periodo de 1967.
El álbum fue editado para resguardar los derechos de estas grabaciones en el mercado europeo, puesto que la legislación actual establece que aquellos registros que permanezcan inéditos tras 50 años pasan al dominio público.

## Crítica
Tin Sommer de Real Clear Life comentó en un artículo llamado The Beach Boys are better than the Beatles: Sunshine Tomorrow 2 como Live Sunshine son "grandes sorpresas" y que: "A diferencia de prácticamente todos los lanzamientos de archivo (por parte de cualquier artista), ambas colecciones nuevas hacen que las experiencias de escucha sean válidas y completas por sí solas, incluso sin ninguna historia de fondo, ni notas de línea y ni geeks efímeros".

## Lista de canciones
1. Heroes And Villains - A Cappella
2. Vegetables - Track And Background Vocals
3. She's Going Bald - Track And Background Vocals
4. Little Pad - A Cappella
5. With Me Tonight - Session Highlight
6. Wind Chimes - Track And Background Vocals
7. Gettin’ Hungry - Track And Background Vocals
8. Whistle In - Track And Background Vocals
9. Aren't You Glad - Stereo Single Mix
10. I Was Made To Love Her - Track And Background Vocals
11. Country Air - Track And Background Vocals
12. Darlin’ - Track And Background Vocals
13. I'd Love Just Once To See You - Track And Background Vocals
14. Here Comes The Night - A Cappella
15. Let The Wind Blow - A Cappella
16. How She Boogalooed It - Track And Stereo Last Verse
17. Lonely Days - Session Highlight And Track
18. Time To Get Alone - Backing Track
19. Cool Cool Water - Alternate Mix
20. Can't Wait Too Long - Alternative Mix With Tag
21. Tune L - Session - Unreleased
22. Good News - Outtake
23. Surfin’ - "Lei'd In Hawaii" / Studio Backing Track
24. Heroes And Villains - "Lei'd In Hawaii" / Studio Version
25. With A Little Help From My Friends - Session Highlight And Track With Background Vocals
26. Barbara Ann - "Lei'd In Hawaii" / Studio Backing Track
27. California Girls - "Lei'd In Hawaii" / Studio Stereo Mix
28. God Only Knows - "Lei'd In Hawaii" / Studio Stereo Mix
29. Surfer Girl - "Lei'd In Hawaii" / Studio Stereo Mix - Alternate Take